# تجمع معمل النحات المجري
تجمع معمل النحات المجري أو تجمع سكولبتور في الفلك (بالإنجليزية: Sculptor cluster) ويعرف أيضا بأسم مجموعة القطب الجنوبي المجرية ويهيمن على المجموعة المجرة الامعة مجرة معمل النحات أو NGC 253 تسمية الفهرس العام الجديد
 وهو تجمع مجري يرى في كوكبة معمل النحات بالقرب من القطب الجنوبي لمجرتنا. يبعد عنا نحو 12 مليون سنة ضوئية، أي نحو 4 مليون فرسخ فلكي. وهي بذلك أحد التجمعات المجرية القريبة من مجموعتنا المحلية. من ضمن تلك التجمعات القريبة لنا مجموعة مجرات مافاي.
تشكل مجرة معمل النحات (NGC 253) وبعض المجرات الأخرى مركز جاذبية المجموعة بينما تتوزع المجرات الأخرى حولها. وتمتد تجمعات أصغر في مجموعة مجرات النحات بين 2 مليون فرسخ فلكي إلى 6 ملايين فرسخ فلكي (مثل NGC 55 و NGC 300) من مجرة درب التبانة، ولهذا يصعب أحيانا معرفة المجرات التي تنتمي إليها وما ينتمي لتجمعات مجرات أخرى حولنا.
تجمع النحات هو أحد الإرب التجمعات المجرية من المجموعة المحلية. فمجرتنا مجرة درب التبانة هي واحدة من نحو 35 مجرة حولنا من ضمنها المجرة الكبيرة المرأة المسلسلة تشكل ما يسمى المجموعة المحلية يبلغ نصف قطر مجموعتنا المحلية نحو 6 مليون سنة ضوئية (تبعد المرأة المسلسلة عنا نحو 3و4 مليون سنة ضوئية). فغذا نظرنا حولنا على بعد بين 10 إلى 20 مليون سنة ضوئية وحجنا تجمعات مجرات تشابه مجموعتنا المحلية، من ضمنها مجموعة مجرة النحات، ومجموعة مجرات م81 ، ومجموعة مجرات م83 ، وغيرها. بعذ ذلك نجد تجمع مجرات العذراء على بعد نحو 50 مليون سنة ضوئية، وتعتبر تجمعات المجرات القريبة منا منتمية إلى ما يسمى عنقود مجرات العذراء العظيم Virgo supercluster.
|  |  |  |

## أعضاء مجموعة تجمع معمل النحات المجري
| المجرة                     | النوع       | المطلع (حقبة   | الميل (حقبة    | انزياح أحمر | القدر الظاهري |
| -------------------------- | ----------- | -------------- | -------------- | ----------- | ------------- |
| IC 1574                    | IM(s)m      | 00سا 43د 03.8ث | −22° 14′ 49″   | 363 ± 4     | 15.1          |
| NGC 59                     | SA(rs)0     | 00سا 15د 25.1ث | −21° 26′ 39.8″ | 362 ± 10    | 13.1          |
| NGC 247                    | SAB(s)d     | 00سا 47د 08.5ث | −20° 45′ 37″   | 156 ± 2     | 9.9           |
| NGC 625                    | SB(s)m      | 01سا 35د 04.6ث | −41° 26′ 10″   | 396 ± 1     | 11.7          |
| NGC 7793                   | SA(s)d      | 23سا 57د 49.8ث | −32° 35′ 28″   | 227 ± 2     | 10.0          |
| ESO 540-030                | IABm        | 00سا 49د 20.9ث | −18° 04′ 32″   |             | 16.5          |
| PGC 2933                   | IAB(s)m pec | 00سا 50د 24.3ث | −19° 54′ 24″   |             | 16.6          |
| PGC 6430                   | IB(s)m      | 01سا 45د 03.7ث | −43° 35′ 53″   | 391 ± 2     | 12.7          |
| Sculptor-dE1.              | dE          | 00سا 23د 51.7ث | −24° 42′ 18″   |             | 16.9          |
| قزمة النحات غير المنتظمة   | IBm         | 00سا 08د 13.4ث | −34° 34′ 42″   | 221 ± 6     | 15.5          |
| مجرة معمل النحات (NGC 253) | SAB(s)c     | 00سا 47د 33.1ث | −25° 17′ 18″   | 243 ± 2     | 8.0           |
| UGCA 15                    | IB(s)m      | 00سا 49د 49.2ث | −21° 00′ 54″   | 295 ± 0     | 15.2          |
| UGCA 442                   | SB(s)m      | 23سا 43د 45.5ث | −31° 57′ 24″   | 267 ± 2     | 13.6          |
| NGC 55                     | SB(s)m      | 00سا 14د 53.6ث | −39° 11′ 48″   | 129 ± 2     | 7.87          |

## اقرأ أيضا
- قزمة النحات غير المنتظمة
- السور الكبير
- السور العظيم سلووان
- مجموعة مجرات إم51
- مسييه 81
- مسييه 82
- تجمع مجرات العذراء
- عنقود مجرات العذراء العظيم